# Eppedwergspanner
De eppedwergspanner (Eupithecia selinata) is een nachtvlinder uit de familie van de spanners (Geometridae). 

## Kenmerken
De voorvleugellengte bedraagt tussen de 9 en 12 mm. De basiskleur van de voorvleugel is egaal bruin, met weinig en onduidelijke tekening. Lijkt veel op de egale dwergspanner, maar deze is groter en heeft in de achterrandhoek een wit vlekje.

## Levenscyclus
De eppedwergspanner gebruikt verschillende schermbloemigen als waardplanten. Een van de waardplanten is grote watereppe, hiernaar verwijst de Nederlandse naam van deze vlinder. De rups is te vinden van juni tot september. De soort overwintert als pop. Er is jaarlijks een generatie die vliegt van eind mei tot in augustus.

## Voorkomen
De soort komt verspreid over een groot deel van het Palearctisch gebied voor. De eppedwergspanner is in Nederland een zeldzame en in België een zeer zeldzame soort. 